# 윈도우 임베디드 컴팩트 7
윈도우 임베디드 컴팩트 7(Windows Embedded Compact 7, 이전 이름: 윈도우 임베디드 CE 7.0)은 윈도우 임베디드 CE 운영 체제의 7번 째 주요 출시판이다. 윈도우 임베디드 컴팩트 7은 실시간 운영 체제로서, 윈도우 NT 계열과는 분리되며 디지털 카메라와 같은 가전 기기, 산업 컨트롤러, GPS 시스템 등 기업에 특화된 도구들을 대상으로 설계되었다. 개발 기간 중에 이 부서에 일하던 마이크로소프트 직원은 마이크로소프트가 이 출시판에 공을 들이고 있고 윈도우 폰의 기반 커널을 공유한다고 주장하였다. 마이크로소프트는 공식적으로 이를 확인했으며, 하이브리드 솔루션으로서 윈도 폰이 현재 윈도우 임베디드 컴팩트 7에서 가져온 일부 기능들이 포함된 윈도우 임베디드 CE 6.0 R3에 기반을 둔다고 언급했다. 윈도우 임베디드 컴팩트 7은 2011년 3월 1일에 출시되었다.

## 새로운 기능
윈도우 임베디드 컴팩트 7에는 다음의 기능들이 포함되어 있다:
- 윈도우 임베디드용 실버라이트: 마이크로소프트 익스프레션 블렌드를 이용하여 개발자가 응용 프로그램과 사용자 인터페이스를 실버라이트로 개발할 수 있다.
- 윈도우 임베디드용 인터넷 익스플로러: 어도비 플래시 v10.1 지원을 포함한 윈도우 폰 7의 것과 비슷한 웹 브라우저.
- 터치 지원: 윈도 임베디드 컴팩트 7은 터치와 제스처 입력 형식을 인식한다.
- CPU 지원: 대칭형 다중 처리 방식의 듀얼 코어 CPU에서 동작한다.
- 플랫폼 지원: x86, ARMv7 플랫폼에서 동작한다.
- 미디어 재생: DLNA와 MTP를 지원한다.
- 네트워킹: NDIS 6.1을 포함하고 블루투스 2.1 EDR을 지원한다.